# Иван Хариш
Иван Хариш — Илија Громовник (Слапно, код Озља, 17. новембар 1903 — Загреб, 16. јул 1989) био је учесник Шпанског грађанског рата и Народноослободилачке борбе, генерал-мајор ЈНА и народни херој Југославије.

## Биографија
Рођен је 17. новембра 1903. године у селу Слапну, код Озља. Потиче из сиромашне сељачке породице. Његови родитељи су имали једанаесторо деце. Основну школу завршио је у Малом Ерјавцу, где је и изучио столарски занат. Потом се запослио у Карловцу. Ту почиње његов рад у револуционарном радничком покрету. Учествује у штрајку карловачких радника, због чега је 1922. године ухапшен и затворен у војном затвору у Карловцу. После изласка из затвора, запошљава се у Загребу, где наставља револуционарну делатност.
После одслужења војног рока, на позив свог брата, одлази у Канаду. Ту се повезује с револуционарним радницима, али је 1929. године, због своје активности, протеран у Мексико. У Веракрузу је, маја исте године, постао члан Социјалистичке партије. Године 1931, Иван је био у Панами и ту се посебно истакао у синдикалном раду. Као повереник синдиката у фабрици намештаја, учествовао је у штрајку радника, због чега га је полиција протерала из те земље. Потом одлази у Колумбију. И тамо наставља борбу за права радника, а 1. маја 1932. године учествује у великим радничким демонстрацијама у Порто Картехени, под паролом: Хоћемо рада! Хоћемо хлеба!. Због његове активности и овде је ухапшен и протеран. Одлази у Еквадор. У граду Кито убрзо се повезује са социјалистичком партијом „Поробљени народи Јужне Америке, уједините се!“, којом је руководио Доминго Ромеро Теран. Ту Иван, у пролеће 1933. године, као артиљерац учествује у тринаестодневној радничкој револуцији, која се завршава поразом, па Иван бежи на Ориенте, и извесно време је радио као испирач злата на реци Напо.

### Шпански грађански рат
Године 1934, преко Перуа и Чилеа одлази у Аргентину, где је радио на изградњи дрвених мостова у националном парку у Сан Карло де Барилоце. Тамо се упознао са многим радничким борцима и програмом Комунистичке партије, чији члан постаје исте године. Био је активан и у раду интернационалне синдикалне организације и члан „Црвене помоћи“. Крајем 1936. одлази, као добровољац, у Шпанију и учествује у грађанском рату, на страни републиканаца. У револуционарној Шпанској војсци је био диверзант, а после завршеног курса и инструктор диверзантских јединица. Године 1938. постаје саветник 133. диверзантске бригаде на Екстремадури, а затим, до завршетка рата, преводилац у совјетској амбасади у Валенсији. После неуспеха Шпанске револуције, Иван се налазио у концентрационим логорима у Француској, најпре у Аржелеу, затим у Гирсу, и поново у Аржелеу.
Марта 1941. године, успео је да побегне из логора, и по налогу Партије и упутству Влада Ћетковића, кренуо у Југославију. Из Лиона одлази у Немачку, где се уз помоћ шведског конзула запошљава у фабрици алуминијума „АКЕН“ на Елби. Као вредан радник, Иван је добио 21 дан одсуства, и по задатку Партије наставио пут у Југославију. Крајем јуна стигао је у Загреб и ту се, на Тратинској цести, у стану Штефице Штрок-Црнојевић, нашао са својим друговима из Шпаније. Из Загреба га ЦК КПХ упућује у Карловац, код Јосипа Краша и Ивана Маринковића.

### Народноослободилачка борба
Јула 1941. године Окружни комитет КПХ за Карловац га шаље у Задобарску шуму, код Карловца, где се већ налазила група карловачких комуниста. Као искусан диверзант, тражио је од Ивана Маринковића, секретара ОК КПХ за Карловац, да га пошаље у крај где ће имати већу могућност за извођење диверзантских акција. Средином августа, Иван одлази у Дрежницу, затим у Хрватско приморје и Горски котар, где користећи богато искуство из Шпанског грађанског рата, врши прве диверзије. Већ 9. септембра код Лица дигнут је у ваздух први италијански воз. У тој акцији заплењено је 17 сандука по 25 килограма експлозива. Свега десет дана касније дигао је у ваздух и други воз, код Сунгерског тунела, са 750 италијанских војника.
Шеф и организатор диверзантске секције, а затим и командант групе диверзантских одреда Главног штаба НОВ и ПО Хрватске, Иван Хариш, је неуморно радио на прикупљању експлозива, одабирао је борце и подучавао их за извођење диверзија. Пребацивао се из краја у крај, изненађујући непријатеља и наносећи му велике губитке у људству и материјалним добрима. На прузи Карловац–Цапраг, на реци Маји, код Глине, срушио је, 26. фебруара, железнички мост, тако да до краја рата пруга Карловац–Сисак није радила. Убрзо иза ове, изводи једну од највећих акција на прузи Бања Лука–Суња и Бихаћ–Суња. Потом са својим диверзантима руши Волењски вијадукт. Своје диверзантске акције изводио је широм Хрватске, у Посавини, Лици, Славонији, Босанској крајини и др.
Захваљујући његовом искуству, створене су покретне диверзантске групе, чете и батаљони. Јединице су рушиле пруге, мостове, станице, тунеле, магацине, дизале су у ваздух возове, камионе, уништавале авионе на аеродромима. На војном аеродрому Куриловец, Иван је са својим диверзантима, 19. јула 1944. године, уништио 800.000 килограма авионских бомби, 3 авиона и убио 300 немачких војника. Посебно значајну акцију извео је 15. августа 1942. године, на прузи Новоселац–Криж, код моста на Чесми. На мину коју је поставио наишао је, из Дижона, „Оријент симплон“. Уништен је 21 вагон са 376 немачких официра, који су били упућени на Источни фронт. У истом возу погинуо је и бугарски војни изасланик, који се враћао с преговора од Анте Павелића.
Иванове акције деловале су изненадно, као удар грома, због чега га је народ прозвао „Илија Громовник“, према истоименом старозаветном пророку. Његови диверзанти су на школском аеродрому „Боронгај“ уништили, 28. децембра 1944. године, 5 авиона, 4 пратећа ловца „Дорниер“ и Павелићев „Јункерс 52“. У току НОР-а оштећено је и уништено диверзантским минама око 1.470 непријатељских возова, порушено 350 мостова; око 27.000 фашистичких војника и официра, од којих и 3 генерала, изгубило је живот на минама које су поставили диверзанти. Организујући и изводећи диверзантске акције, Иван Хариш је сам на леђима преносио експлозив и учествовао у уништењу 150 возова и 27 мостова.

### Послератни период
После ослобођења Југославије, завршио је Вишу партијску школу „Ђуро Ђаковић” и Вишу војну академију ЈНА. Био је заменик команданта инжињерије у Генералштабу ЈНА, радио у инспекцији Генералштаба за инжињерију, био и начелник Штаба Управе инжињерије ЈНА. Пензионисан је у чину генерал-мајора ЈНА, 1962. године. О својим и акцијама Диверзантског батаљона написао је књиге „Диверзант“ и „Дневник диверзантских акција у Хрватској“.
Носилац је Партизанске споменице 1941. и више других високих југословенских одликовања, међу којима су три Ордена за храброст, Орден братства и јединства првог реда, Орден партизанске звезде првог реда, Орден заслуга за народ првог реда, Орден Републике првог реда и Орден ратне заставе. Орденом народног хероја одликован је, међу првим борцима НОВ и ПОЈ, 25. септембра 1944. године.
Умро је 16. јула 1989. у Загребу.